# マーチ大佐
マーチ大佐 (Colonel March) は、アメリカ・イギリスの推理作家ジョン・ディクスン・カーの作品に登場する名探偵。
赤毛で体重238ポンドという巨漢。愛煙家で、いつも口ひげが焦げそうになるほどに短いパイプを吹かしている。ロンドン警視庁で不可能犯罪を取り扱う警視総監直属のD三課の課長を務める。部下のロバーツ警部と共に課に持ち込まれる事件の他､偶然出くわした事件を解決する。カーならではの奇術趣味を取り扱った事件が多い。9短編に登場する。なお､この巨漢という特徴はカーの他の探偵にも共通する。カーター・ディクスン、ディクスン・カー両方の名義で発表されている。

## 登場作品
- 不可能犯罪捜査課（The Department of Queer Complaints）
  - 新透明人間（The New Invisible Man）
  - 空中の足跡（The Footprint in the Sky）
  - 見知らぬ部屋の犯罪（The Crime in Nobody's Room）
  - ホット・マネー（Hot Money）
  - 楽屋の死（Death in the Dressing-Room）
  - 銀色のカーテン（The Silver Curtain）
  - 暁の出来事（Error ay Daybreak）
- The Men Who Explained Miracles
  - ウィリアム・ウィルソンの職業（William Wilson's Racket）
  - 空部屋（The Empty Flat）